# Encinasola
Encinasola is een gemeente in de Spaanse provincie Huelva in de regio Andalusië met een oppervlakte van 178 km². In 2007 telde Encinasola 1614 inwoners.

## Geboren in Encinasola
- Abel Moreno Gómez (1 juli 1944), Spaans componist, musicoloog en dirigent